# Climatologia

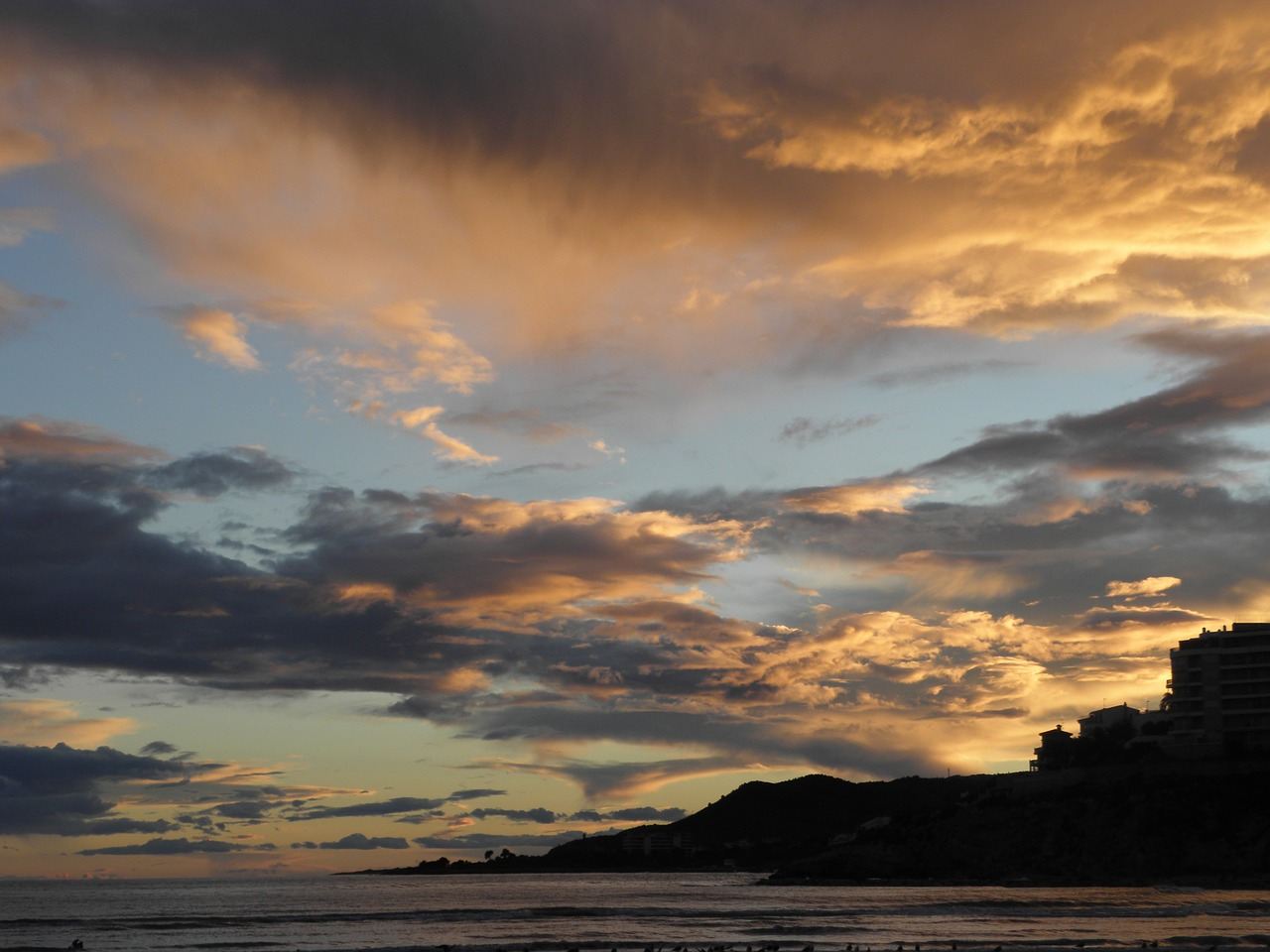
Climatologia é o estudo científico do clima.

Climatologia (do grego κλίμα, klima, "place, zone"; and -λογία, -logia) ou ciência do clima é o estudo científico do clima, cientificamente definido como condições meteorológicas calculadas em um período de tempo. Este campo moderno de estudo é considerado um ramo das ciências atmosféricas e um subcampo da geografia física, que é uma das ciências da Terra. A climatologia agora inclui aspectos de oceanografia e biogeoquímica.
Os principais métodos empregados pelos climatologistas são a análise de observações e a modelagem das leis físicas que determinam o clima. Os principais tópicos de pesquisa são o estudo da variabilidade do clima, os mecanismos das mudanças climáticas e as mudanças climáticas modernas. O conhecimento básico do clima pode ser usado na previsão do tempo de curto prazo, por exemplo, sobre os ciclos climáticos como o El Niño-Oscilação Sul (ENOS), a oscilação Madden-Julian (OMJ), a oscilação do Atlântico Norte (OAN), a oscilação do Ártico (AO), a oscilação decadal do Pacífico (ODP) e a Oscilação Interdecadal do Pacífico (OIP).
Os modelos climáticos são usados para uma variedade de propósitos, desde o estudo da dinâmica do tempo e do sistema climático até as projeções do clima futuro. O tempo é conhecido como a condição da atmosfera durante um período de tempo, enquanto o clima tem a ver com a condição atmosférica durante um período de tempo estendido a indefinido.

## História
Os gregos começaram o estudo formal do clima; na verdade, a palavra clima é derivada da palavra grega klima, que significa "declive", referindo-se à inclinação ou inclinação do eixo da Terra. Provavelmente, o texto clássico mais influente sobre o clima foi On Airs, Water and Places escrito por Hipócrates por volta de 400 a.C. Este trabalho comentou sobre o efeito do clima na saúde humana e as diferenças culturais entre a Ásia e a Europa. Essa ideia de que o clima controla quais países se destacam dependendo de seu clima, ou determinismo climático, permaneceu influente ao longo da história. Cientista chinês Shen Kuo (1031–1095) inferiu que o clima mudou naturalmente ao longo de um enorme período de tempo, após observar bambus petrificados encontrados no subsolo perto de Yanzhou (atual Yan'an, província de Shaanxi), uma área de clima seco inadequada para o cultivo de bambu.
A invenção do termômetro e do barômetro durante a Revolução Científica permitiu a manutenção de registros sistemáticos, que começou já em 1640-1642 na Inglaterra. Os primeiros pesquisadores do clima incluem Edmund Halley, que publicou um mapa dos ventos alísios em 1686 após uma viagem ao hemisfério sul. Benjamin Franklin (1706–1790) primeiro mapeou o curso da Corrente do Golfo para uso no envio de correspondência dos Estados Unidos para a Europa. Francis Galton (1822–1911) inventou o termo anticiclone. Helmut Landsberg (1906–1985) promoveu o uso da análise estatística em climatologia, o que levou à sua evolução para uma ciência física.
No início do século XX a climatologia concentrava-se principalmente na descrição dos climas regionais. Essa climatologia descritiva era principalmente uma ciência aplicada, dando aos fazendeiros e outras pessoas interessadas estatísticas sobre como era o clima normal e quão grandes eram as chances de eventos extremos. Para fazer isso, os climatologistas tiveram que definir um clima normal, ou uma média de clima e extremos climáticos ao longo de um período de 30 anos.
Por volta de meados do século XX, muitas suposições em meteorologia e climatologia consideravam o clima aproximadamente constante. Embora os cientistas soubessem das mudanças climáticas anteriores, como as eras glaciais, o conceito de clima como imutável foi útil no desenvolvimento de uma teoria geral do que determina o clima. Isso começou a mudar nas décadas que se seguiram e, embora a história da ciência da mudança climática tenha começado mais cedo, a mudança climática apenas se tornou um dos principais tópicos de estudo para os climatologistas na década de 70 em diante.

## Subcampos

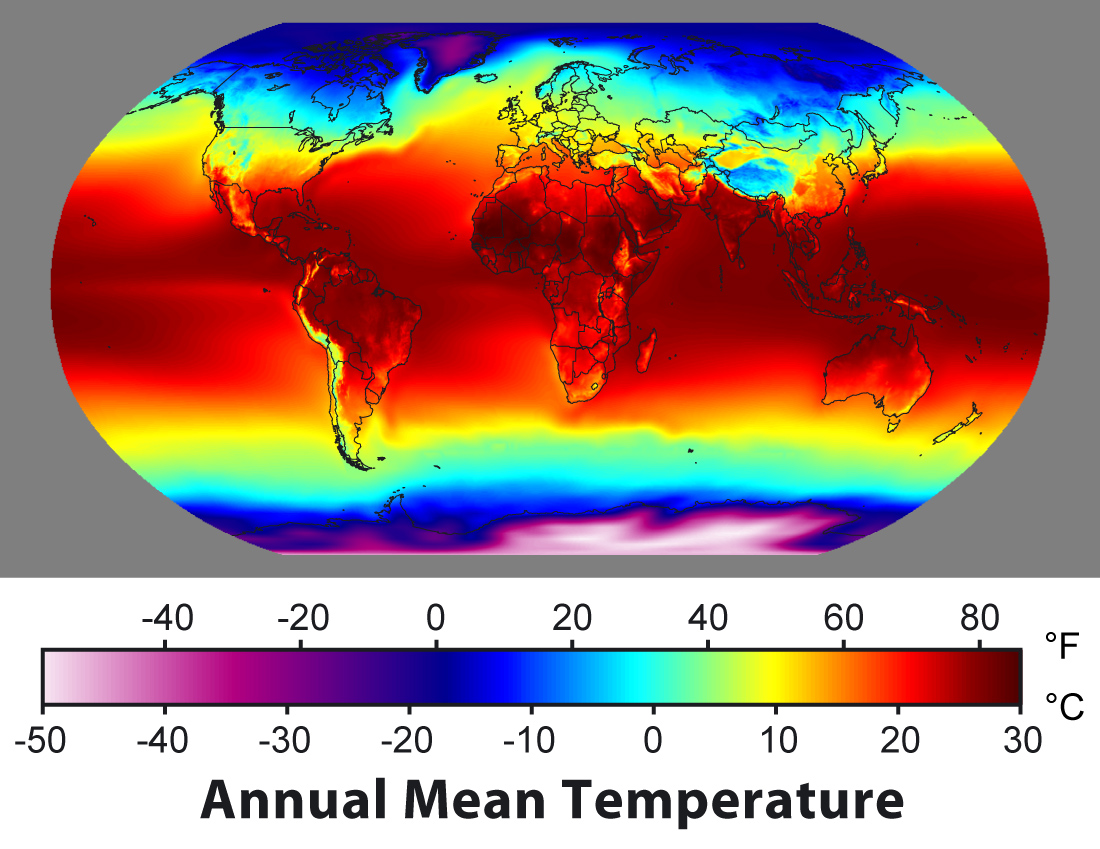
Mapa da temperatura média ao longo de 30 anos. Os conjuntos de dados formados a partir da média de longo prazo dos parâmetros meteorológicos históricos são algumas vezes chamados de "climatologia".

Vários subcampos da climatologia estudam diferentes aspectos do clima. Existem diferentes categorizações dos campos da climatologia. A American Meteorological Society, por exemplo, identifica a climatologia descritiva, a climatologia científica e a climatologia aplicada como as três subcategorias da climatologia, uma categorização baseada na complexidade e no propósito da pesquisa. climatologistas aplicados aplicam seus conhecimentos a diferentes setores, como manufatura e agricultura.
A paleoclimatologia busca reconstruir e compreender os climas anteriores examinando registros como núcleos de gelo e anéis de árvores (dendroclimatologia). A paleotempestologia usa esses mesmos registros para ajudar a determinar a frequência dos furacões ao longo de milênios. A climatologia histórica é o estudo do clima relacionado à história humana e, portanto, concentra-se apenas nos últimos milhares de anos.
A climatologia da camada limite se preocupa com as trocas de água, energia e momento próximo à superfície. Outros subcampos identificados são climatologia física, climatologia dinâmica, climatologia tornado , climatologia regional, bioclimatologia e climatologia sinótica. O estudo do ciclo hidrológico em escalas de tempo longas é algumas vezes chamado de hidroclimatologia, em particular quando se estuda os efeitos das mudanças climáticas no ciclo da água.

## Métodos
O estudo dos climas contemporâneos incorpora dados meteorológicos acumulados ao longo de muitos anos, como registros de precipitação, temperatura e composição atmosférica. O conhecimento da atmosfera e de sua dinâmica também está incorporado em modelos, sejam estatísticos ou matemáticos, que ajudam integrando diferentes observações e testando como elas se encaixam. A modelagem é usada para compreender os climas passados, presentes e futuros em potencial.
A pesquisa climática é dificultada pela larga escala, longos períodos de tempo e processos complexos que governam o clima. O clima é governado por leis físicas que podem ser expressas como equações diferenciais. Essas equações são acopladas e não lineares, de modo que soluções aproximadas são obtidas usando métodos numéricos para criar modelos climáticos globais. O clima às vezes é modelado como um processo estocástico, mas isso geralmente é aceito como uma aproximação de processos que, de outra forma, são muito complicados de analisar.

### Dados climáticos
A coleta de longo registro de variáveis climáticas é essencial para o estudo do clima. A climatologia lida com os dados agregados que a meteorologia coletou. Os cientistas usam observações diretas e indiretas do clima, desde satélites de observação da Terra e instrumentação científica, como uma rede global de termômetros, até gelo pré-histórico extraído de geleiras. Como a tecnologia de medição muda ao longo do tempo, os registros de dados não podem ser comparados diretamente. Como as cidades são geralmente mais quentes do que as áreas circundantes, a urbanização tornou necessário corrigir constantemente os dados para esse efeito de ilha de calor urbana.

### Modelos
Os modelos climáticos usam métodos quantitativos para simular as interações da atmosfera, oceanos, superfície terrestre e gelo. Eles são usados para uma variedade de propósitos, desde o estudo da dinâmica do tempo e do sistema climático até as projeções do clima futuro. Todos os modelos climáticos equilibram, ou quase equilibram, a energia que chega como radiação eletromagnética de ondas curtas (incluindo visível) para a terra com a energia que sai como radiação eletromagnética de ondas longas (infravermelho) da terra. Qualquer desequilíbrio resulta em uma mudança na temperatura média da Terra. A maioria dos modelos climáticos inclui os efeitos radiativos dos gases de efeito estufa, como o dióxido de carbono. Esses modelos prevêem uma tendência de aumento nas temperaturas de superfície, bem como um aumento mais rápido da temperatura em latitudes mais altas.
Os modelos podem variar de relativamente simples a complexos:
- Um modelo simples de transferência de calor radiante que trata a Terra como um único ponto e calcula a média da energia de saída;
- isso pode ser expandido verticalmente (modelos radiativos-convectivos) ou horizontalmente;
- Os modelos climáticos globais acoplados atmosfera-oceano-gelo marinho discretizam e resolvem as equações para transferência de massa e energia e troca radiante;
- Os modelos de sistemas terrestres incluem ainda a biosfera.

## Diferenças com a meteorologia
Em contraste com a meteorologia, que se concentra em sistemas climáticos de curto prazo com duração de até algumas semanas, a climatologia estuda a frequência e as tendências desses sistemas. Ele estuda a periodicidade dos eventos climáticos ao longo de anos a milênios, bem como as mudanças nos padrões climáticos médios de longo prazo, em relação às condições atmosféricas. Os climatologistas estudam tanto a natureza dos climas-local, regional ou global-quanto os fatores naturais ou induzidos pelo homem que fazem com que os climas mudem. A climatologia considera o passado e pode ajudar a prever mudanças climáticas futuras.
Fenômenos de interesse climatológico incluem a camada limite atmosférica, padrões de circulação, transferência de calor (radiativa, convectiva e latente), interações entre a atmosfera e os oceanos e a superfície terrestre (particularmente vegetação, uso da terra e topografia) e a composição química e física de a atmosfera.

### Livros
- Robinson, Peter J. Robinson; Henderson-Sellers, Ann (1999). Contemporary Climatology. Harlow, England: Pearson Prentice Hall. ISBN 0582276314
- Rohli, Robert. V.; Vega, Anthony J. (2018). Climatology fourth ed. [S.l.]: Jones & Bartlett Learning. ISBN 9781284126563
- Rohli, Robert. V.; Vega, Anthony J. (2011). Climatology second ed. [S.l.]: Jones & Bartlett Learning
- Wang, Shih-Yu; Gillies, Robert R., eds. (2012). Modern Climatology. Rijeka, Croatia: InTech. ISBN 978-953-51-0095-9